# 赫尼萬

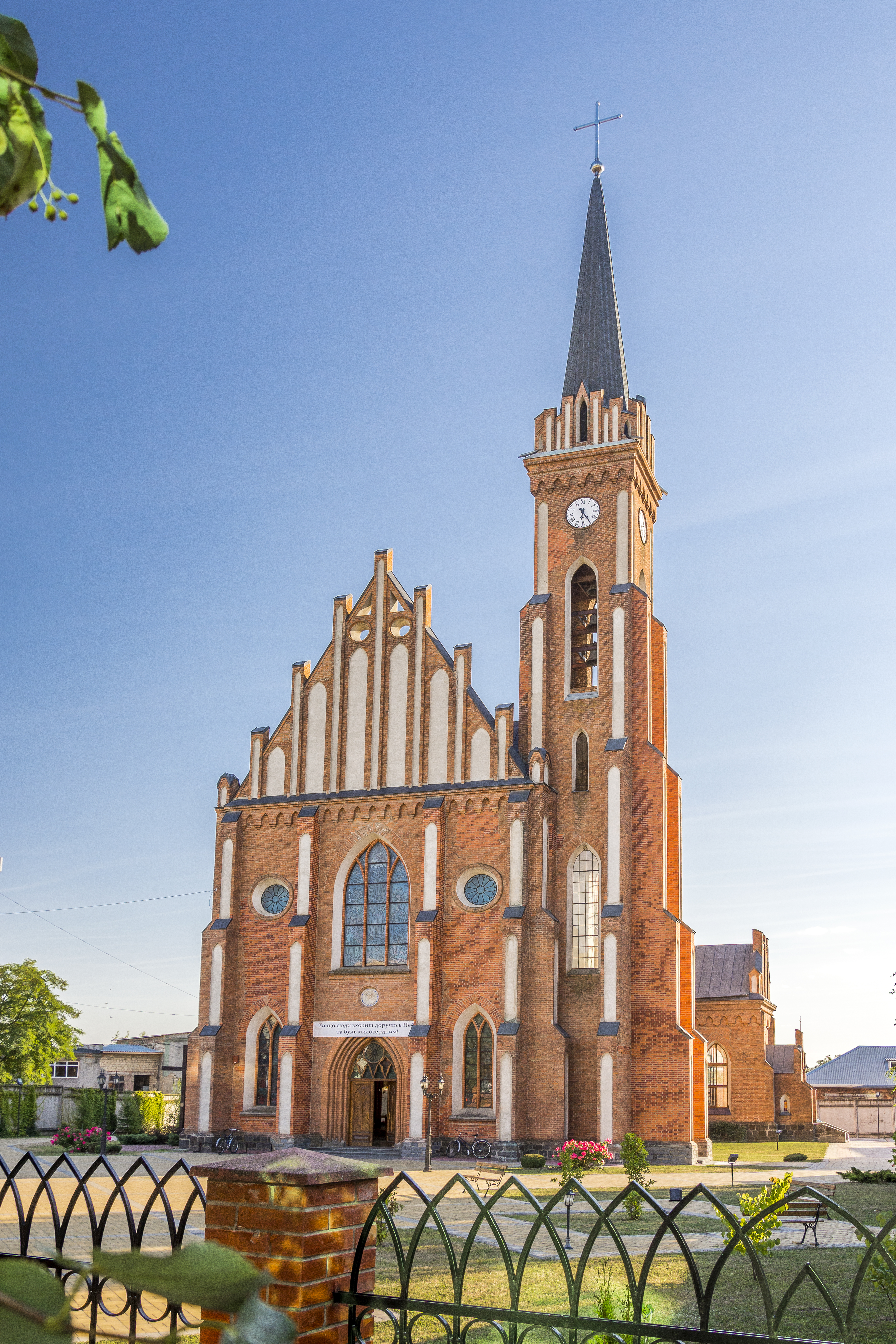
教堂

赫尼萬（羅馬化：Hnivan），亦译为格尼万，是烏克蘭西部文尼察州文尼察區赫尼万市镇内的城市及行政中心。位於南布格河左岸，距離州府文尼察18公里，始建於1629年，面積14.75平方公里，海拔高度245米，2011年人口12,592。

## 備注
1. ↑  俄语：